# Svatý Andronikus
Svatý Andronikus (1. století? - 1. století?) byl římský křesťanský apoštol. Je považován za jednoho ze sedmdesáti učedníků. Apoštol Pavel z Tarsu se o něm zmiňuje v šestnácté kapitole epištoly Listu Římanům Nového zákona. Podle verše v této kapitole (Pozdravujte Andronika a Junia, původem židy jako já a kdysi spoluvězně, apoštoly, kteří se těší zvláštní vážnosti a uvěřili v Krista dříve než já.) byl Andronicus patrně příbuzný a spoluvězeň Pavla z Tarsu, známý apoštol a následovník Ježíše Krista ještě před samotným Pavlem z Tarsu.
Andronicus se stal panonským biskupem, ale spolu se svatým Juniem kázal i v jiných provinciích. Jeho kázání přesvědčilo mnoho pohanů ke konverzi ke křesťanství. Mnoho pohanských chrámů bylo uzavřeno a místo nich byly postaveny křesťanské chrámy. Zemřel mučednickou smrtí. Jeho svátek se slaví 17. května.
V 5. století, za vlády císařů Arcadia a Honoria, byly jejich relikvie odkryty spolu s pozůstatky dalších mučedníků u brány sv. Eugenia na okraji Konstantinopole.